# وديعة (اسم)
وديعة هو اسم علم مؤنث من أصل عربي، ومعناه هو الأليفة، والألف المباشر البرق المتتابع اللمعان.

## شخصيات تحمل الاسم
- وديعة بن خذام
- وديعة بن عمرو

## وصلات خارجية
- موسوعة السلطان قابوس لأسماء العرب